# 塔尔普
塔尔普（德語：Tarp；丹麦语旧名：Tarup）是德国石勒苏益格－荷尔斯泰因州的一个市镇。总面积16.36平方公里，总人口5500人，其中男性2870人，女性2630人（2011年12月31日），人口密度336人/平方公里。